# Wegekreuz Dückeburg

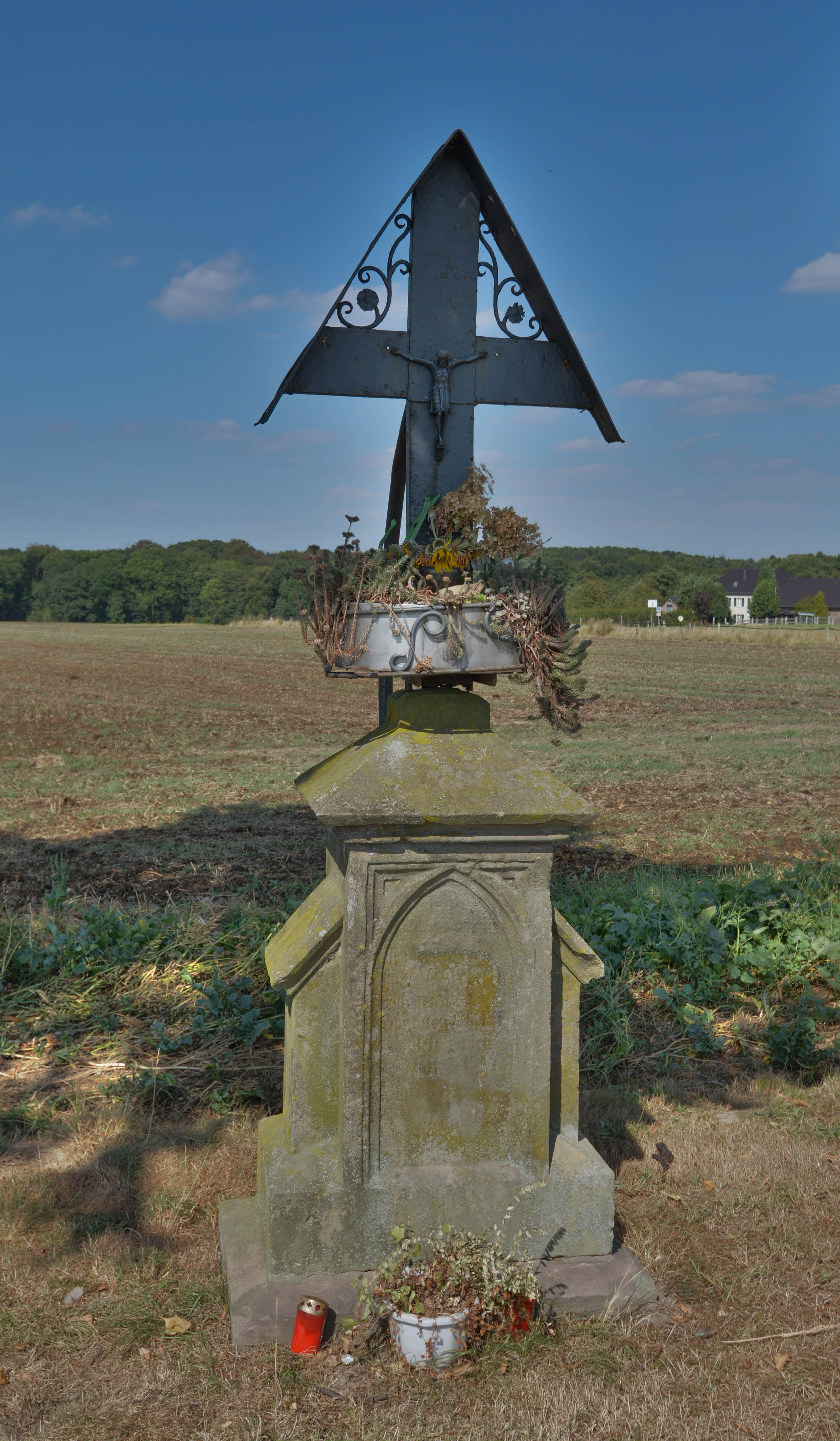
Wegekreuz Dückeburg, im Hintergrund die Dückeburg

Wegekreuz Dückeburg an der Alte Schulstraße in Reusrath, einem Stadtteil von Langenfeld (Rheinland)
Unter der Nummer B 013 in der Denkmalliste, Az: 514-41-14.2 wird in der Gemarkung Reusrath, Flur 16, Flurstück 65 das Wegekreuz Dückeburg an der Alte Schulstraße geführt. Trotz starker Verwitterung war um 1950 auf dem Sockel des Kreuzes noch zu lesen, dass es gut sei, "für die Verstorbenen zu beten, damit sie von ihren Sünden erlöst werden". Das Jahr der Aufstellung des alten Wegekreuzes ist nicht mehr bekannt.
Die Denkmalakte spricht im Übrigen von einem "Wegekreuz, 19. oder 20. Jahrhundert, Sockel Sandstein, neugotische Formen, Kreuz gusseisern, 20. Jahrhundert."